# Wilczkowo (przystanek kolejowy)
Wilczkowo – przystanek gryfickiej kolei wąskotorowej w Wilczkowie, w województwie zachodniopomorskim, w Polsce.